# Johannes Krieger
Johannes Krieger (født 4. maj 1773 i København, død 12. maj 1818 på Sankt Thomas) var en dansk søofficer, bror til Carl Wilhelm Krieger, Emanuel Krieger, Johan Cornelius Krieger (1756-1824) og far til politikeren Andreas Frederik Krieger.
Han var søn af viceadmiral Johan Cornelius Krieger (1725-1797), blev volontær kadet i Marinen 1778, kadet 1783, sekondløjtnant 1789, premierløjtnant 1796, kaptajnløjtnant 1804, kaptajn 1809 og kommandørkaptajn 1817.
1791-92 deltog han i kaptajn Poul de Løvenørns ekspedition med fregatten Gerner til Marokko; senere var han en tid lang i Norge, hvorfra han 1799 hjemførte tropper. 1800-01 chef for vagtskibet på Elben, 1808 chef for en stykpram på Københavns Red, det påfølgende år chef for briggen Samsø, først på Københavns Red, senere detacheret til Storebælt. 28. januar 1809 blev han Ridder af Dannebrog. 1810 afsendtes han med samme skib til eskadren i Norge, hvor han i maj sammen med briggen Alsen bestod en hæderlig kamp med en stor engelsk fregat, som han bragte til at flygte. I juli samme år havde han under sin kommando et detachement brigger, hvormed han erobrede en overordentlig værdifuld handelsflåde på 48 skibe. 1811 var Krieger chef for kanonbådsflotillen i Storebælt, hvor han var i idelig virksomhed mod de engelske konvojer. Ved udgangen af dette år trådte han uden for nummer indtil 1815. 1817 førte han som chef fregatten Minerva til Vestindien, men afgik som syg fra skibet i Sankt Thomas den 3. maj 1818.
Krieger blev 1810 gift med Anna Elisa Finne (15. oktober 1791 i Arendal – 10. juni 1863).